# Gerhard Ertl
Gerhard Ertl (født 10. oktober 1936, Stuttgart) er en tysk fysiker og professor emeritus i afdelingen for fysisk kemi på Fritz-Haber-Institut der Max-Planck-Gesellschaft i Berlin, Tyskland. Ertl’s forskning ligger til grund for moderne overfladekemi, som har hjulpet med forståelsen af, hvordan brændselsceller producerer energi uden forurening, hvordan katalysatorer renser udstødningsgas og endda hvordan jern ruster. "Jeg er målløs", udtalte Ertl til Associated Press fra sit kontor i Berlin. "Jeg havde slet ikke regnet med det."
I 2007 modtog han nobelprisen i kemi for sine studier af kemiske processer på faste overflade. Nobelkomiteen lagde vægt på at hans forskning havde give detaljerede beskrivelser i, hvordan kemiske rekationer finder sted på overflader. Hand resultater er blevet anvendt både i akademisk forskning og i industriel udvikling.

## Publikationer
Ertl er en af redaktørerne på Handbook of Heterogeneous Catalysis, der bruges på adskillige universiteter verden over. Han er medredaktør på Engineering Of Chemical Complexity. 2013, World Scientific Publishing. (ISBN 9789814390453). Derudover har han udgivet utallige videnskabelige artikler.